# Pannònia

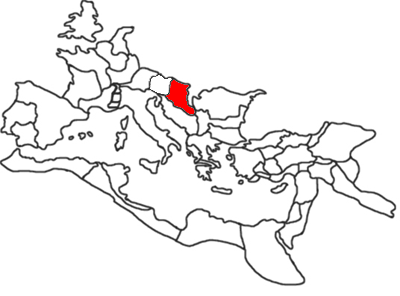
Posició de la província de Pannònia a l'Imperi Romà

Pannònia o Panònia  (grec antic: Παννονία, llatí: Pannonia) era una província romana del centre d'Europa, formada el segle I, limitada pel nord i l'est pel Danubi. Limitava al sud amb Il·líria i a l'oest amb el Nòric i en part amb Venètia.
S'estenia pel Danubi des de Vindobona (Viena) a Singidúnum i abraçava Àustria, Caríntia, Carniola, part d'Hongria (entre el Danubi i el Save), Eslovènia i part de Croàcia i la zona nord de Sèrbia, Vojvodina. Formava una plana rodejada a l'oest i al sud per muntanyes de considerable altura; els turons que la creuaven eren de poca rellevància; les muntanyes a l'oest i sud es van anomenar Alps Pannònics, dividits en les muntanes Carcvancas, Cetius, Albii Montes, Claudius, i Alma o Almus.
Els rius principals (molts dels quals naixien a les muntanyes del sud i oest) eren el Dravus (Drave) i el Savus (Save) afluents del Danubi; el Murius era afluent del Dravus pel nord i al sud rebia al Nauportus, Carcorus, Colapis Oeneus, Urpanus, Valdasus i Drinus (Drina); el riu principal al nord-oest era l'Arrabo. A la part nord del país hi havia el llac Pelso o Peiso i alguns de petits coneguts com a Ulcaei Lacus entre el Save i el Drave prop de la desembocadura.
Produïa molta fusta, encara que més tard els boscos es van aclarir per afavorir-hi l'agricultura. Marc Aureli Probe va introduir la vinya a la regió de Sírmium. Nemesià esmenta els gossos de cacera d'aquesta regió. La pesca es practicava als rius i era abundosa.

## Tribus

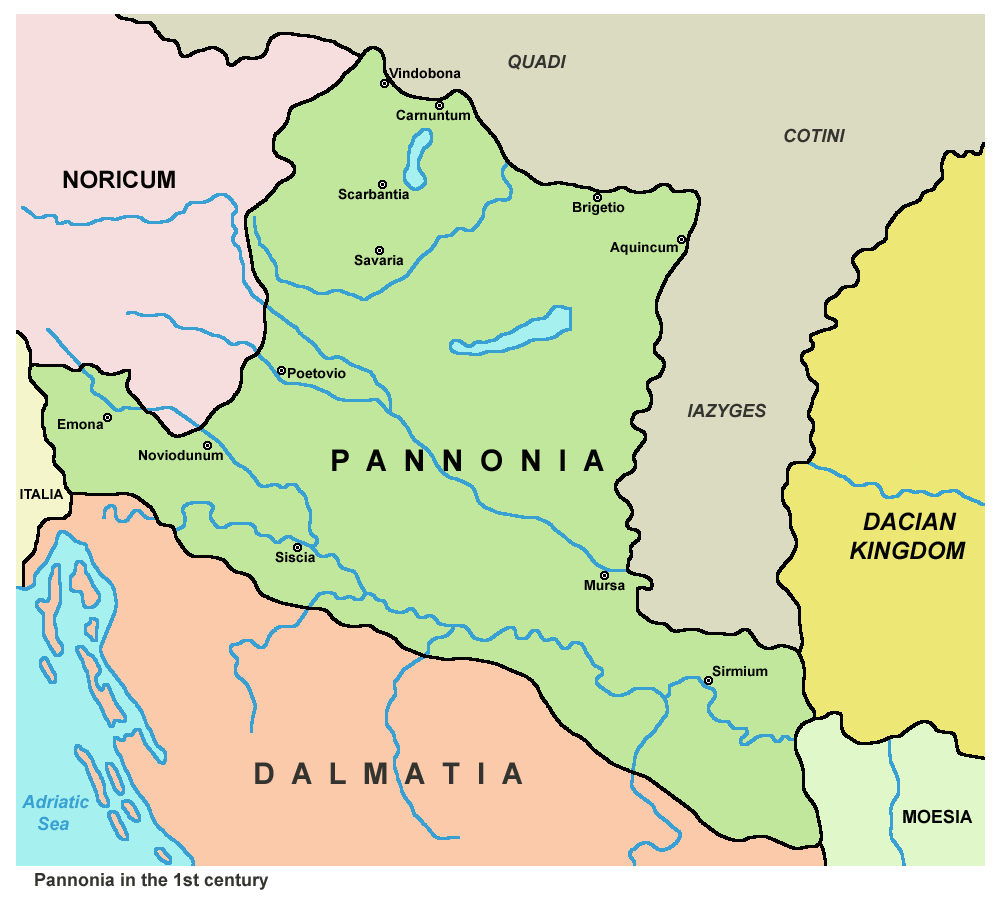
Mapa de Pannònia

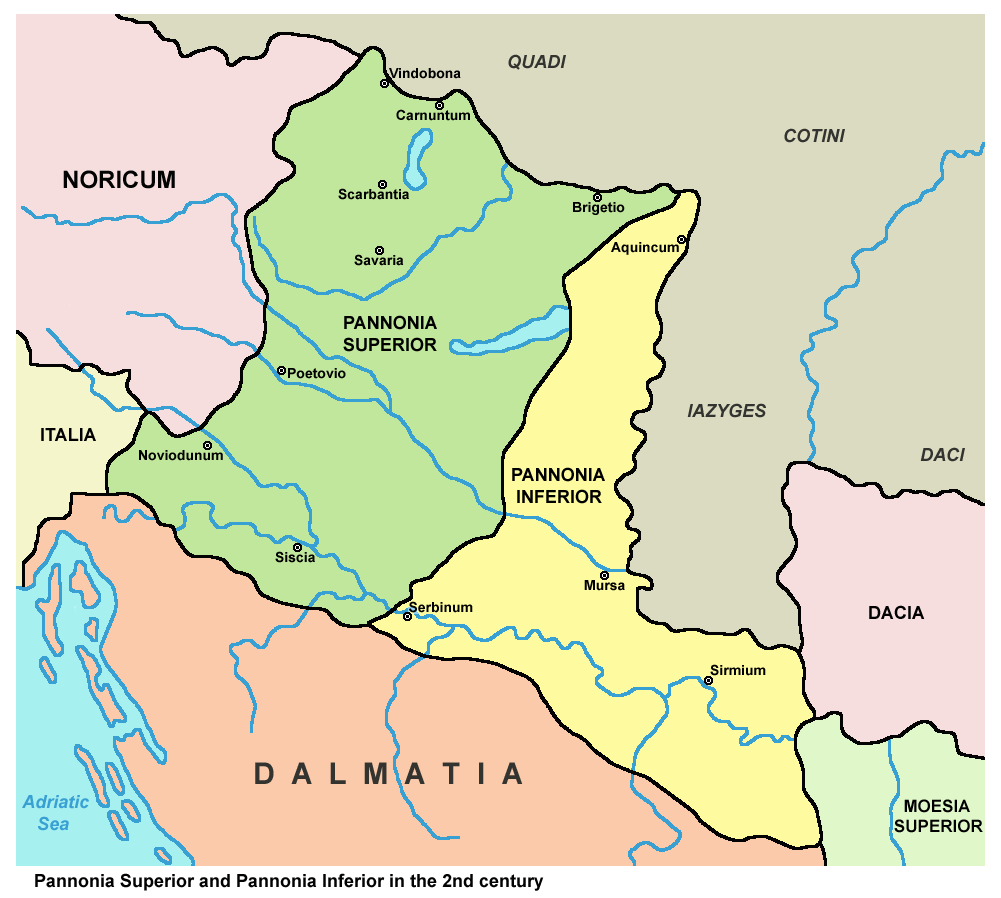
Mapa de Pannònia

Les tribus més importants eren els escordiscs, els breucs, els carns o carnis (més aviat a Venètia), els dàrdans (al sud-est) i els tauriscs (a la vora del Danubi).
A l'Alta Pannònia
- Azals (azali)
- Citnes (Cytni)
- Bois (boii)
- Coletians (coletiani)
- Oseriats (oseriates)
- Serrets (serretes)
- Serrapils (serrapilli)
- Sandrizets (sandrizetes)
- Latòbics (latobici)
- Varcians (varciani)
- Iapodes o iapides
- Colapians (colapiani)
- Escordiscs (scordisci)

A la Baixa Pannònia
- Arabiscs (arabisci)
- Herquisniates (herciiniatae)
- Hercuniates (Hercuniata)
- Andiants (andiantes)
- Iasis (iasii)
- Breucs (breuci)
- Amàntins o àmants (amantini o amantes)
- Cornucats (cornucates)
- Arivats (arivates)
- Belgits (belgites)
- Catars (catari)
- Lussonium
- Mazaei

## Província romana de Pannònia
Pannònia va ser una província romana formada al segle i i subdividida a partir del segle ii.
Quan va ser dominada pels romans la regió de Pannònia es va dividir en Pannònia Superior (ἡ ἄνω Παννονία) i Pannònia Inferior (ἡ κάτω Παννονία).
L'any 35 aC els pannonis van donar suport a la revolta de Dalmàcia i el 34 aC August va envair el país, i va ocupar Síscia (Sissek) i l'anomenada Pannònia Inferior a la qual va incloure dins de la província Il·lírica; el seu general Vibius va completar la conquesta.
L'any 7 es va produir una revolta de pannonis, dàlmates i il·liris que va ser sufocada, i la Pannònia Superior conquerida per forces dirigides pel futur emperador Tiberi l'any 9 (entre el 8 i el 10 segons les fonts), formant llavors ambdues una província coneguda com a Il·líria Inferior o Pannònia (la província d'Il·líria es va dir llavors Il·líria Superior o Dalmàcia). A la mort d'August l'any 14, es van revoltar, però Drus el vell els va sotmetre.
Sota Trajà la província es va dividir, abans del 107, en dues províncies, separades per una línia entre Arabona al nord i Servitium al sud (a l'oest es trobava l'Alta Pannònia, i a l'est la Baixa Pannònia). A causa d'aquesta divisió el país es va anomenar en plural, les Pannònies (Παννονίαι,Pannoniae), i així ho fa Claudi Ptolemeu. L'Alta Pannònia la va governar un consularis (que abans era el governador de la provincia unida, amb tres legions al seu càrrec). La Baixa va quedar sota un praeses, amb només una legió. Per reforçar la frontera del Danubi es van establir dues colònies en temps d'Hadrià: Aelia Mursia (Esse) i Aelia Aquincum. Hadrià havia estat governador de la Baixa Pannònia abans de convertir-se en emperador i va ser un dels seus llocs preferits de residència. Vindobona, una antic campament militar, va començar a agafar importància.
Les dues províncies van patir una reestructuració a finals del segle iii sota Dioclecià: una part (el nord-est) de la Baixa Pannònia entre el Raab, el Danubi i el Drave van formar la província de Valèria (Valeria), així anomenada en honor de Valèria, la seva filla i esposa del cèsar Galeri, i la part sud de l'Alta Pannònia va formar la província de Pannònia Savense o Pannònia Ripense (o simplement Savense).
Segons Ammià Marcel·lí Constantí el Gran va engrandir la província de Baixa Pannònia afegint-li una part (el sud) de la província de l'Alta Pannònia, entre l'Alt Drave i el Save. L'Alta Pannònia va ser coneguda com a Pannònia Primera (Pannonia Prima) i la Baixa Pannònia es va dir Pannònia Segona (Pannonia Secunda) també coneguda per Savense o Ripense, governades per un praeses resident a Sabària, un consularis resident a Sírmium i un prefecte amb seu a Síscia. Diverses legions es van establir a Valèria i Pannònia Primera (Legio I, Legio II Adiutrix, Legio X, Legio XIV Gemina) i Pannònia Segona tampoc va quedar desguarnida, i a finals del segle iv hi havia en total set legions. A Vindobona Hi havia estacionada una flota, la més important de les tres flotes del Danubi. Probablement cap a l'any 358 la part occidental de la Pannònia Segona es va reconstituir en província separada coneguda per Sàvia (Savia) i la resta, a l'est, va conservar el nom de Pannònia Segona.
L'any 378 les quatre províncies van quedar ocupades pels gots i les darreres forces romanes la van abandonar al segle v. La van ocupar els huns i després de la batalla de Nedao del 454, en la qual els huns van ser derrotats pels ostrogots, aquest poble la va ocupar, i cap a l'any 500 la van conquerir els longobards. El 546 el país va quedar en mans dels àvars.

## Ciutats
A l'Alta PannòniaVindobona, Carnunt, Flexum, Scarbantia, Sabaria, Arabo, Paetovis, Síscia (Siscia), Aemona, Nauportus, Lugionum, Murocincta
A la Baixa PannòniaBregetio, Aquíncum, Mursia, Cibalae, Acimincum, Taurunum, Sírmium, Bregentium, Budàlia, Petòvio, Teutiburgium